# Panama az 1976. évi nyári olimpiai játékokon
Panama a kanadai Montréalban megrendezett 1976. évi nyári olimpiai játékok egyik részt vevő nemzete volt. Az országot az olimpián 5 sportágban 8 sportoló képviselte, akik érmet nem szereztek.

## Atlétika
Férfi
| Versenyző    | Versenyszám | Előfutam | Előfutam | Előfutam | Negyeddöntő | Negyeddöntő | Negyeddöntő | Elődöntő | Elődöntő | Elődöntő | Döntő   | Döntő    |
| Versenyző    | Versenyszám | Idő      | Hely.    | Össz.    | Idő         | Hely.       | Össz.       | Idő      | Hely.    | Össz.    | Idő     | Helyezés |
| ------------ | ----------- | -------- | -------- | -------- | ----------- | ----------- | ----------- | -------- | -------- | -------- | ------- | -------- |
| Guy Abrahams | 100 m       | 10,40    | 2.       | 4.       | 10,35       | 1.          | 6.          | 10,37    | 4.       | 9.       | 10,25   | 5.       |
| Guy Abrahams | 200 m       | 20,95    | 1.       | 3.       | 20,72       | 2.          | 4.          | 21,15    | 5.       | 10.      | kiesett | kiesett  |

## Birkózás
Szabadfogású
| Versenyző      | Versenyszám | 1. forduló                                 | 2. forduló                           | 3. forduló        | 4. forduló        | 5. forduló        | 6. forduló        | Döntő             | Helyezés    |
| Versenyző      | Versenyszám | Ellenfél Eredmény                          | Ellenfél Eredmény                    | Ellenfél Eredmény | Ellenfél Eredmény | Ellenfél Eredmény | Ellenfél Eredmény | Ellenfél Eredmény | Helyezés    |
| -------------- | ----------- | ------------------------------------------ | ------------------------------------ | ----------------- | ----------------- | ----------------- | ----------------- | ----------------- | ----------- |
| Segundo Olmedo | 68 kg       | Ko Dzsinvon (Go Jin-Won) (KOR) · kétvállas | Tsedendambyn Natsagdorj (MGL) · 4-19 | kiesett           | kiesett           | kiesett           | kiesett           | kiesett           | helyezetlen |

## Cselgáncs
| Versenyző    | Versenyszám  | Csoport | Selejtező         | 32-es főtábla           | Nyolcaddöntő            | Negyeddöntő       | Elődöntő          | Vigaszág negyeddöntő | Vigaszág elődöntő | Bronz- mérkőzés   | Döntő             | Helyezés |
| Versenyző    | Versenyszám  | Csoport | Ellenfél Eredmény | Ellenfél Eredmény       | Ellenfél Eredmény       | Ellenfél Eredmény | Ellenfél Eredmény | Ellenfél Eredmény    | Ellenfél Eredmény | Ellenfél Eredmény | Ellenfél Eredmény | Helyezés |
| ------------ | ------------ | ------- | ----------------- | ----------------------- | ----------------------- | ----------------- | ----------------- | -------------------- | ----------------- | ----------------- | ----------------- | -------- |
| Jorge Comrie | Félnehézsúly | B       | erőnyerő          | Koh Eng Kian (SIN) · GY | Johan Schåltz (SWE) · V | kiesett           | kiesett           |                      |                   |                   |                   | 12.      |

## Súlyemelés
| Versenyző        | Versenyszám | Szakítás | Szakítás | Lökés    | Lökés    | Összesen | Helyezés |
| Versenyző        | Versenyszám | Eredmény | Helyezés | Eredmény | Helyezés | Összesen | Helyezés |
| ---------------- | ----------- | -------- | -------- | -------- | -------- | -------- | -------- |
| Narcisco Orán    | 52 kg       | 87,5     | 17.      | 115,0    | 12.      | 202,5    | 12.      |
| Pablo Justiniani | 82,5 kg     | 130,0    | 13.      | 165,0    | 11.      | 295,0    | 11.      |

## Úszás
Férfi
| Versenyző       | Versenyszám    | Előfutam | Előfutam | Előfutam | Elődöntő | Elődöntő | Elődöntő | Döntő   | Döntő    |
| Versenyző       | Versenyszám    | Idő      | Hely.    | Össz.    | Idő      | Hely.    | Össz.    | Idő     | Helyezés |
| --------------- | -------------- | -------- | -------- | -------- | -------- | -------- | -------- | ------- | -------- |
| Gianni Versari  | 100 m gyors    | 54,11    | 6.       | 30.      | kiesett  | kiesett  | kiesett  | kiesett | kiesett  |
| Gianni Versari  | 200 m gyors    | 2:02,25  | 7.       | 50.      |          |          |          | kiesett | kiesett  |
| Carlos González | 100 m pillangó | 1:00,97  | 7.       | 39.      | kiesett  | kiesett  | kiesett  | kiesett | kiesett  |
| Carlos González | 200 m pillangó | 2:20,92  | 6.       | 38.      |          |          |          | kiesett | kiesett  |

Női
| Versenyző       | Versenyszám | Előfutam | Előfutam | Előfutam | Elődöntő | Elődöntő | Elődöntő | Döntő   | Döntő    |
| Versenyző       | Versenyszám | Idő      | Hely.    | Össz.    | Idő      | Hely.    | Össz.    | Idő     | Helyezés |
| --------------- | ----------- | -------- | -------- | -------- | -------- | -------- | -------- | ------- | -------- |
| Georgina Osorio | 100 m gyors | 1:03,88  | 7.       | 44.      | kiesett  | kiesett  | kiesett  | kiesett | kiesett  |
| Georgina Osorio | 200 m gyors | 2:19,06  | 7.       | 37.      |          |          |          | kiesett | kiesett  |
| Georgina Osorio | 400 m gyors | 4:49,80  | 7.       | 32.      |          |          |          | kiesett | kiesett  |